# 주미산
주미산(舟尾山)은 공주시 금학동, 주미동 등지에 걸친 산이다.
이 산에 동학농민운동의 격전지였던 우금치가 있다. 또한 주미산기도원과 공동묘지가 있다.

## 같이 보기
- 한국의 산